# فوتاکوچی اونا
فوتاکوچی اُونا (ژاپنی: ふたくちおんな هپبورن: Futakuchi onna) نوعی یوکای یا هیولا در فولکلور ژاپنی است. ظاهر او به شکل زنی معمولی اما دارای دو دهان است، دهان معمولی که بر روی صورتش قرار دارد و دهان دوم در پشت جمجمه‌اش و زیر موهای بلند و زخیمش دفن شده‌است. دهان دوم پر از دندان همراه با لب‌های بزرگ و چاق است که یک دهان دوم کاملاً کاربردی را ایجاد می‌کند. دهان دوم درنده خوی و طماع است و از رشته‌های شاخک مانند موهای خود برای پیدا کردن هر غذایی استفاده می‌کند تا آن را ببلعد.

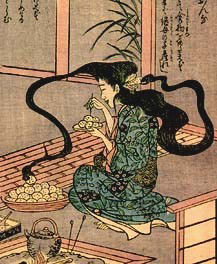
تصویری از فوتاکوچی اونا از کتاب اهون هیاکو مونوگاتاری

در فولکلور و اسطوره‌شناسی ژاپنی،‌ فوتاکوچی اُونا به طبقه داستان‌های روکوروکوبی، کوچیساکه-اونا، و یاما-اوبا تعلق دارد، زنانی که مبتلا به نفرین یا یک بیماری فراطبیعی هستند که آن‌ها را تبدیل به یوکای کرده‌است. ماهیت فراطبیعی زنان در این داستان‌ها اغلب تا لحظهٔ آخر مخفی می‌ماند، تا زمانی که چهرهٔ واقعیشان آشکار شود.

## افسانه
در دهکده‌ای کوچک مرد خسیسی زندگی می‌کرد که به دلیل عدم تحمل مخارج خورد و خوراک همسر، همیشه به تنهایی زندگی می‌کرد. در یکی از روزها با زنی زیبا آشنا شد که اصلاً چیزی نمی‌خورد، بلافاصله وی را به همسری گرفت. مرد خسیس از آنجایی که همسرش هرگز چیزی نمی‌خورد اما همچنان سخت‌کوش بود، هیجان‌زده شده بود. با این حال ذخایر برنج او بتدریج کاهش می‌یافت، و او نمی‌توانست دلیل آن را بفهمد، زیرا هرگز همسرش را در حال خوردن ندیده بود.
یک روز مرد خسیس وانمود کرد به سر کار رفته‌است. اما در حقیقت او برای جاسوسی از همسر جدیدش در خانه ماند. در حالی که مرد خسیس از مکان مخفی نگاه می‌کرد، همسرش موهایش را باز کرد و دهان دوم در پشت سرش نمایان شد که دندان‌ها و لب‌های ترسناکی داشت. موهایش با پرزهای شاخکی شکل دراز شده و شروع کرد به قرار دادن کوفته برنجی‌ها در دهان دوم، که با صدایی گوش خراش از خوردن آن لذت می‌برد. مرد خسیس با دیدن این صحنه وحشت کرد و تصمیم گرفت در اولین فرصت همسرش را طلاق دهد. اگرچه پیش از آنکه مرد خسیس بتواند او را طلاق دهد، از نقشهٔ وی مطلع شده و او را در وان حمام به دام انداخت و سپس به کوه برد. در نهایت مرد خسیس موفق به فرار شد و در مُرداب مطعری پنهان شد، جایی که دیگر فوتاکوچی اُونا نتوانست او را پیدا کند.